# Efekt experimentátora
Efekt experimentátora v anglické literatuře zvaný observer-expectancy effect je jev, kdy výzkumníkovo očekávání výsledku daného experimentu způsobí neuvědomovanou odchylku v chování, na základě které experimentátor ovlivní účastníky experimentu a tím i zkreslí jeho výsledky. Řešením tohoto problému je využití takzvané dvojité kontroly naslepo (double-blind control), při které experimentátoři ani účastníci experimentu nejsou obeznámeni s hypotézou, kterou jejich pokus testuje.

## Rosenthalův a Fodeův experiment 1963
Rosenthalova a Fodeova studie se stala jednou z prvních, která se tímto jevem zabývala. Zjišťovali, jakým způsobem mohou představy a očekávání experimentátora ovlivnit chování respondentů a to nejen lidí, ale i zvířat.
Experimentátory tohoto pokusu se stali studenti psychologie, kterým bylo řečeno, že budou zkoumat učení krys rychle procházet bludištěm. Krysy, které úspěšně prošly bludištěm, byly patřičně odměňovány. Experimentátorovi byl zadán úkol naučit krysu bludištěm projít.
Rozhodujícím momentem bylo smyšlené sdělení, že krysy, které jim byly přiděleny, pochází ze dvou mentálně odlišných chovů. Jedna skupina experimentátorů tedy pracovala s vědomím, že jejich krysa má vyšší hodnotu intelektu než krysy druhé skupiny. Ve skutečnosti krysy pocházely ze stejného chovu.
Výsledkem nezávislého měření výkonu krys o několik dní později se ukázalo, že krysy, které studenti pokládali za chytré, se naučily procházet bludištěm rychleji než ty krysy, o kterých si jejich trenéři mysleli, že jsou krysami běžnými. Toto ovlivnění způsobil právě takzvaný efekt experimentátora. Studenti, kteří věřili, že se jejich krysy budou učit rychleji, změnili dle tohoto očekávání svůj přístup i trpělivost ke krysám. Prokázalo se, že tito studenti své krysy povzbuzovali, více je krmili, dávali jim více příležitostí k nácviku bludiště. Někteří své svěřence i pojmenovali. Naopak skupina studentů s údajně hloupými krysami jim věnovala mnohem méně pozornosti. Dle Rosenthala je tento jev druhem sebenaplňující předpovědi. Prostým předpovězením toho, co se stane, experimentátoři nevědomky způsobili, že výsledky odpovídaly jejich očekávání.

## Rosenthalův a Jacobsonové experiment 1968
Rosenthal pokračoval ve výzkumu tohoto jevu tentokrát na jedné z amerických škol. Učitelé si mysleli, že dělají výzkum o nadaných dětech. Experimentátoři záměrně zaranžovali situaci tak, aby učitelé vyslechli jejich rozhovor o údajně talentovaných dětech, které však ve škole patřily k průměru. Po roce se experimentátoři navrátili do školy a s překvapením zjistili, že jmenované děti s doposud průměrnými výsledky se zlepšily o několik stupňů – jen díky očekávání učitelů.
Tento jev je také jistou obdobou teorie nálepkování či sebenaplňující předpovědi užívané v sociologii.